# Neptis digitia
Neptis digitia är en fjärilsart som beskrevs av Hans Fruhstorfer 1905. Neptis digitia ingår i släktet Neptis och familjen praktfjärilar. Inga underarter finns listade i Catalogue of Life.